# Пусанский международный финансовый центр
Пусанский международный финансовый центр (кор. 부산국제금융센터, Пусан кукче кымнюн сентхо) — небоскрёб в Пусане, Республика Корея. Высота — 289 метров. Строительство началось в 2011 году и закончилось в 2014 году, официальная церемония открытия сооружения состоялась в конце июня 2014 года. В настоящее время BIFC является третьим по высоте зданием Пусана.